# Potentilla nitida
Espèce
Classification phylogénétique

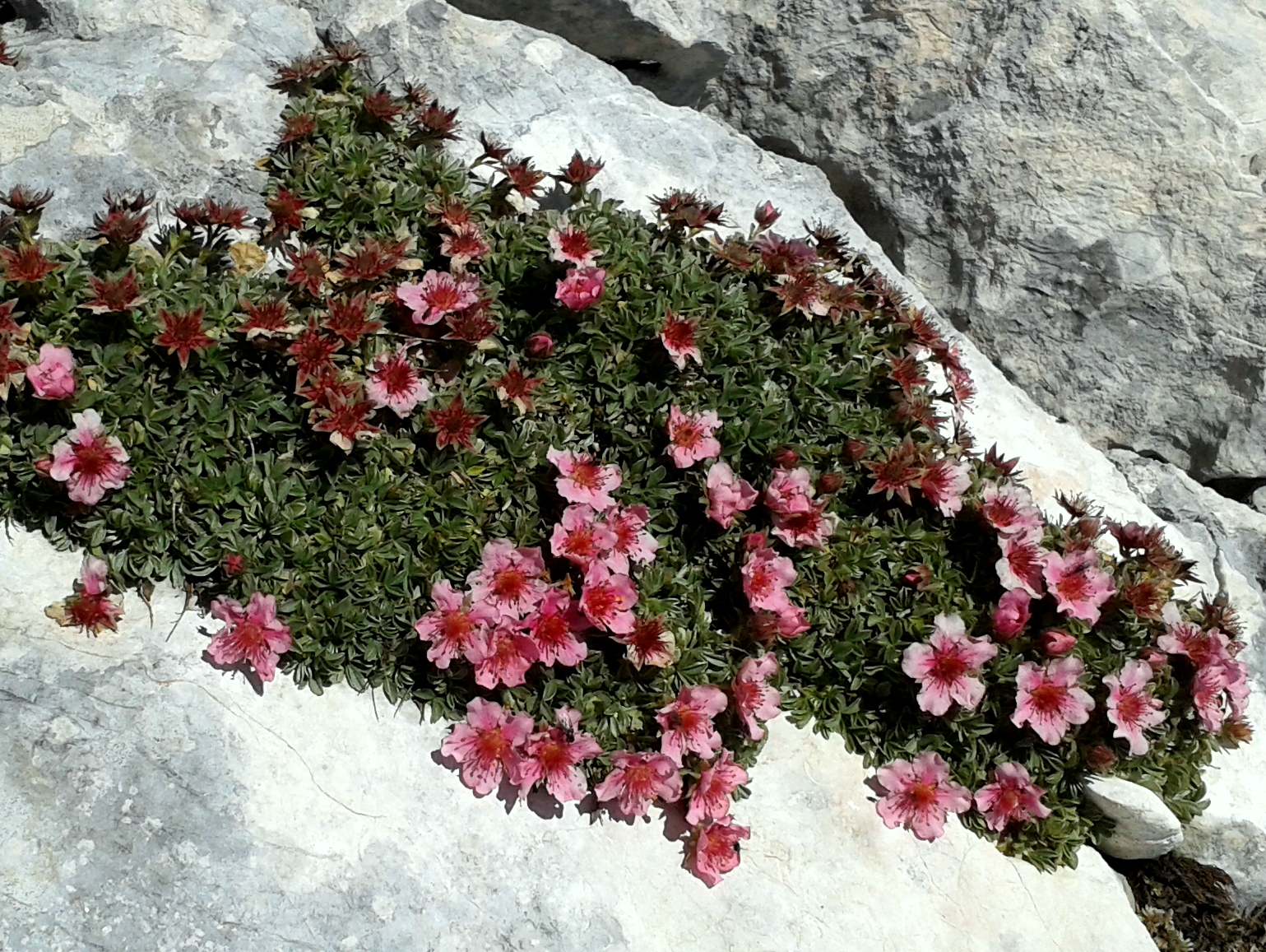
Potentilla nitida dans les Dolomites.

La Potentille luisante, ou Potentilla nitida, est une espèce de plantes à fleurs du genre Potentilla et de la famille des rosacées.